# SPC (entreprise coréenne)
Pour les articles homonymes, voir SPC.
SPC est une entreprise coréenne principalement présente dans l'alimentation, notamment dans la boulangerie et la confiserie. Son siège est situé à Séoul. Elle a été créée en 1945 mais sa forme actuelle date de 2004. 
Elle détient notamment les marques Paris Baguette, Paris Croissant et Shany.